# جاك ماركل
جاك ماركل هو لاعب هوكي الجليد كندي، ولد في 15 مايو 1907 في ثيسالون في كندا، وتوفي في 25 يونيو 1956.

## وصلات خارجية
- جاك ماركل على موقع دوري الهوكي الوطني (الإنجليزية)
- جاك ماركل على موقع EliteProspects.com (الإنجليزية)
- جاك ماركل على موقع HockeyDB.com (الإنجليزية)
- جاك ماركل على موقع Hockey-Reference.com (الإنجليزية)